# فرموز مندی (بازیکن فوتبال، زاده ۱۹۹۳)
فرموز مندی (انگلیسی: Formose Mendy؛ زادهٔ ۸ اکتبر ۱۹۹۳) بازیکن فوتبال اهل فرانسه است.
از باشگاه‌هایی که در آن بازی کرده‌است می‌توان به باشگاه فوتبال لیل و باشگاه فوتبال زولته وارخم اشاره کرد.
وی همچنین در تیم ملی فوتبال زیر ۱۷ سال فرانسه بازی کرده‌است.